# Велика Бабка
Вели́ка Ба́бка — село в Україні, у Чугуївському районі Харківської області. Входить до складу Чугуївської міської громади. Населення становить 700 осіб.

## Географія
Село Велика Бабка знаходиться на березі річки Велика Бабка (в основному на правому березі), вище за течією на відстані 6 км розташоване село Піщане, нижче за течією на відстані 6 км розташоване село П'ятницьке.
За 4-х км розташоване село Тетлега. За 6 км знаходиться Печенізьке водосховище.
До села примикають великі лісові масиви (дуб), у тому числі урочища Печенізька Дача, Хотомлянська Дача і Чугуєво-Бабчанська Дача.

## Історія
В околицях села Велика Бабка виявлені поселення і могильник епохи бронзи, поселення салтівської культури (VIII-X ст.). Знайдені східні монети VI і VIII століть.
Село засноване в 1647 році.
За даними на 1864 рік у казеному селі Хотомлянської волості Вовчанського повіту мешкало 980 осіб (483 чоловічої статі та 497 — жіночої), налічувалось 437 дворових господарств, існувала православна церква.
Станом на 1914 рік кількість мешканців зросла до 5237 осіб.
До 2020 року орган місцевого самоврядування — Великобабчанська сільська рада.

## Економіка
- Молочно-товарна і свинячо-товарна ферми.
- ТОВ «Агрофірма Зоря».
- Хотомлянское лісництво.
- Садове товариство «Суниця».

## Об'єкти соціальної сфери
- Школа.
- Будинок культури.
- Фельдшерсько-акушерський пункт.

## Пам'ятки
- Церква Покрови Пресвятої Богородиці.